# دائرة تنس
دائرة تنس إحدى دوائر ولاية الشلف عاصمتها تنس. وتضم كل من بلديات تنس – سيدي عكاشة – سيدي عبد الرحمان.

## الشؤون الدينية

### المساجد
تحتوي هذه الدائرة على العديد من المساجد التي تشرف عليها مديرية الشؤون الدينية والأوقاف لولاية الشلف تحت وصاية وزارة الشؤون الدينية والأوقاف.
- المسجد العتيق

### الزوايا
- «زاوية سيدي مولود الشعيبي».